# 科恩 (科羅拉多州)
科恩（英語：Koen）是位於美國科羅拉多州普洛韋斯縣的一個非建制地區。該地的面積和人口皆未知。

## 地理
科恩的座標為38°04′17″N 102°20′49″W / 38.07139°N 102.34694°W，而該地的平均海拔高度為1102米（即3615英尺）。